# Serratula
Serratula és un gènere de plantes de flors pertanyent a la família Asteraceae natural d'Euràsia. A desembre de 2023 té una quarantena d'espècies acceptades.

## Taxonomia
- Serratula alata Desf.
- Serratula alatavica C.A.Mey.
- Serratula algida Iljin
- Serratula angulata Kar. & Kir.
- Serratula aphyllopoda Iljin
- Serratula bachtiarica
- Serratula centauroides L.
- Serratula chanetii H.Lév.
- Serratula chartacea C.Winkl.
- Serratula chinensis S.Moore
- Serratula coriacea Fisch. & C.A.Mey.
- Serratula coronata L.
- Serratula cupuliformis Nakai & Kitag.
- Serratula dissecta Ledeb.
- Serratula dshungarica Iljin
- Serratula erucifolia (L.) Boriss.
- Serratula forrestii Iljin
- Serratula gracillima
- Serratula hastifolia Korovin & Kult. ex Iljin
- Serratula kirghisorum Iljin
- Serratula lancifolia Zakirov
- Serratula latifolia
- Serratula lyratifolia Schrenk
- Serratula marginata Tausch
- Serratula melacheila
- Serratula pallida
- Serratula polycephala Iljin
- Serratula procumbens Regel
- Serratula rugulosa Iljin
- Serratula salsa Pall. ex M.Bieb.
- Serratula scordium Lour.
- Serratula sogdiana Bunge
- Serratula strangulata Iljin
- Serratula suffruticosa Schrenk
- Serraluta suffulta
- Serratula tilesii Ledeb.
- Serratula tinctoria L.
- Serratula viciifolia